# 知足院
知足院（ちそくいん）は、奈良県奈良市雑司町にある華厳宗の寺院。東大寺の塔頭。

## 境内
- 本堂（文久3年 (1863年) 再建）本尊地蔵菩薩、不動明王、毘沙門天を祭る
- 鐘楼
- 庫裡
- 八重桜

## 文化財

### 重要文化財
- 地蔵菩薩立像（鎌倉時代：現在は総合文化センターに一時的に安置されており、7月24日の地蔵会が行われる前後の期間に東大寺ミュージアムにて公開される。）
- 厨子（地蔵菩薩を安置する六道を扉絵に描いた厨子：地蔵菩薩立像と同じく現在は総合文化センターに一時的に安置されている。）

### 天然記念物（国指定）
- 知足院ナラノヤエザクラ： 大正12年（1923年）3月7日に国の史跡名勝天然記念物に指定される。登録名称は知足院ナラノヤエザクラ。